# جاك باول (لاعب كرة قاعدة أمريكي)
جاك باول (بالإنجليزية: Jack Powell)‏ هو لاعب كرة قاعدة أمريكي، ولد في 9 يوليو 1874 في بلومنجتون في الولايات المتحدة، وتوفي في 17 أكتوبر 1944 في شيكاغو في الولايات المتحدة.

## وصلات خارجية
- جاك باول (لاعب كرة قاعدة أمريكي) على موقعبيزبول رفرنس.كوم (الدوري الرئيسي) (الإنجليزية)
- جاك باول (لاعب كرة قاعدة أمريكي) على موقعبيزبول رفرنس.كوم (الدوري الثانوي) (الإنجليزية)